# Dobje pri Lesičnem
Dobje pri Lesičnem – wieś w Słowenii, w gminie Šentjur. W 2018 roku liczyła 76 mieszkańców.